# Symplocos gambliana
Symplocos gambliana är en tvåhjärtbladig växtart som beskrevs av August Brand. Symplocos gambliana ingår i släktet Symplocos och familjen Symplocaceae. Inga underarter finns listade i Catalogue of Life.